# Ракета X-M
«Ракета X-M» (англ. Rocketship X-M) — научно-фантастический фильм с элементами постапокалиптики американского режиссёра Курта Нойманна, вышедший 26 мая 1950 года.

## Сюжет
Американцы создают первый космический ракетный корабль XM (РXM) и отправляет его на Луну. В полёте участвуют пятеро астронавтов:
- доктор Карл Экстром, проектировщик ракеты;
- доктор Лиза ван Хорн, помощница Экстрома, профессор химии;
- полковник Флойд Грэм, пилот;
- майор Уильям Корриган, инженер;
- Гарри Чемберлен, штурман ракеты, астроном, техасец, очень любящий свой штат.

Фильм начинается со сцены, в которой герои после медосмотра проходят в зал заседаний, где доктор Ральф Флеминг, руководитель проекта и друг Экстрома, произносит речь перед прессой. Экстром делает доклад о плане полёта ракеты, астронавты дают интервью журналистам, после чего отправляются на ракету и стартуют. Вскоре после выхода за пределы атмосферы ракета неожиданно тормозит и через некоторое время меняет курс, направляясь на Марс. Высадившись, герои обнаруживают пустыню с признаками сильной минерализации почвы, а вскоре — следы вымершей, но некогда развитой цивилизации. Проведя исследование, герои понимают, что марсианская цивилизация пошла в упадок, по всей вероятности, из-за ядерной катастрофы, вернувшись «из атомного века в век каменный». Вскоре на них нападают одичавшие марсиане, убивают Экстрома и Грэма и ранят Чемберлена. Вернувшись на корабль, Корриган и ван Хорн оказывают Чемберлену первую медицинскую помощь и самостоятельно выводят корабль в космос. Топлива оказывается слишком мало, и ракета разбивается на Земле. Перед катастрофой Уильям и Лиза признаются друг другу в любви и в том, что им не страшно умирать.
В финальной сцене доктор Флеминг сообщает журналистам, что первая экспедиция, хоть и вышла неудачно, доказала главное: человек может выйти в космос, и что завтра начнется постройка РXM-2. Затем он выходит из здания, секунду смотрит на звезды и уходит.

## В ролях
- Ллойд Бриджес — Флойд Грэм
- Оса Массен — Лиза ван Хорн
- Джон Эмери — Карл Экстром
- Ной Бири-младший — Уильям Корриган
- Хью О'Брайен — Гарри Чемберлен / голос из динамика
- Моррис Анкрум — Ральф Флеминг
- Патрик Ахерн — репортер
- Кэти Марлоу — репортер

## Влияние
- В 1951 году вышел фильм Лесли Селандера «Полёт на Марс», герои которого встретили на Марсе развитую цивилизацию, вступающую в стадию топливного кризиса. Марсиане намерены захватить Землю ради земного топлива и нападают на землян, чтобы помешать им улететь обратно и тем самым спасти Землю от вторжения.
- В 1955 году вышел фильм Байрона Хэскина «Покорение космоса», герои которого также собирались высадиться на Луну, но в последний момент по решению командования направились на Марс.

В обоих фильмах присутствуют очевидные отсылки к «Ракете Х-М».